# فرنسيس كليفورد
فرنسيس كليفورد (17 ديسمبر 1822 - 17 نوفمبر 1869) (بالإنجليزية: Francis Clifford)‏ هو لاعب كريكت بريطاني.

## وصلات خارجية
- فرنسيس كليفورد على موقع إي آس بي آن كريك إنفو (الإنجليزية)